# Dipodomys compactus
Dipodomys compactus är en däggdjursart som beskrevs av Frederick W. True 1889. Dipodomys compactus ingår i släktet känguruspringmöss och familjen påsmöss. IUCN kategoriserar arten globalt som livskraftig. Inga underarter finns listade i Catalogue of Life. Wilson & Reeder (2005) skiljer mellan två underarter.
Allmänt är hannar lite större än honor men de har ett mindre kranium i förhållande till andra kroppsdelar. Flera hanar var med svans 21,6 till 23,0 cm långa och svanslängden var 11,1 till 12,6 cm. De hade 3,6 till 3,8 cm långa bakfötter. Två exemplar av hankön vägde 47 respektive 60 g och två honor hade en vikt av 44 respektive 46 g. Hos några populationer varierar ovansidans pälsfärg mellan gråbrun och rödbrun beroende på årstid. Vid ryggens topp kan inslag av svart förekomma. Arten har vita kinder, bruna öron och två bruna strimmar på svansen – en på toppen och den andra på undersidan.
En annan medlem av samma släkte som allmänt har samma utseende är Dipodomys ordii. Som avvikelse har Dipodomys compactus en kortare svans och nästan inget inslag av orange i ovansidans päls. Dessutom finns skillnader i tofsens form vid svansens spets.
Arten förekommer i södra Texas (USA) och i angränsande regioner av Mexiko, inklusive på de långsträckta öarna framför staternas kustlinje. Den lever i sanddyner, i buskskogar och i savanner. Individerna vilar på dagen i underjordiska bon och de letar på natten efter föda. Dipodomys compactus äter frön och andra växtdelar. Den håller inte vinterdvala. En upphittad hona var dräktig med två ungar.